# Le droghe d'amore
Le droghe d'amore è un dramma in tre atti del drammaturgo italiano Carlo Gozzi.

## Storia
Ideato e scritto fra la fine del 1775 e l'inizio del 1776, è stato rappresentato per la prima volta il 10 gennaio 1777.
Si racconta della rappresentazione, avvenuta a Venezia la sera del 10 maggio 1777, al teatro San Salvatore, dove si prese gioco del Segretario del Senato Veneto, Pietro Antonio Gratarol, attraverso il personaggio aggiunto Don Adone per vendicarsi, pare, della corte che fece alla donna del Gozzi, Teodora Ricci, prima donna della compagnia. La rappresentazione pubblica costrinse il dileggiato Gratarol, ad una precipitosa e rovinosa fuga da Venezia, complice il fatto di essere diventato inviso a Caterina Dolfin, influente moglie di Andrea Tron, procuratore di San Marco e Savio del Consiglio, fra i protagonisti della politica degli ultimi anni della Serenissima. A nulla varrà al Gratarol la pubblicazione successiva - da esule - di una Narrazione Apologetica. 